# Antonio I da Montefeltro

Stemma della famiglia Da Montefeltro

Antonio I da Montefeltro (Urbino, ... – Urbino, 1184 circa) è stato un condottiero italiano.

## Biografia
Era probabilmente figlio di Oddantonio I da Montefeltro.
Nel 1155 venne eletto vicario imperiale di Urbino dall'imperatore Federico I Barbarossa. Dalla divisione dei beni paterni con gli altri due fratelli Guido e Galeazzo, egli ricevette Montecopiolo, al quale aggiunse San Leo. Probabilmente divenne signore del Montefeltro grazie ai privilegi imperiali.
È considerato il fondatore della dinastia dei Da Montefeltro, duchi di Urbino.

## Discendenza
Antonio ebbe tre figli:
- Bonconte
- Montefeltrano I, fu al servizio dell'imperatore Enrico VI
- Cavalca, uomo d'armi

## La leggenda
Compare per la prima volta solo in alcune genealogie scritte negli anni in cui vissero il conte Antonio II da Montefeltro e suo figlio Guidantonio. L'intento degli estensori di queste genealogie è chiaro: elogiare la figura dei loro signori creando il mito di un avo omonimo capostipite della casata.
Infatti prima del conte Antonio II non compare alcun Antonio tra i Montefeltro documentati, segno evidente che non era un nome della casata. Ma dopo questo Antonio, per tutto il XV secolo gli Antonio saranno almeno due, e vi saranno un Guidantonio ed un Oddantonio.
Tutto ciò dovrebbe portare alla eliminazione del fantomatico Antonio quale capostipite della casata, ma ancora oggi la leggenda chiaramente falsa viene perpetuata.